# ديفسون فيغيريدو
ديفيسون ألكانتارا فيغيريدو (بالبرتغالية: Deiveson Alcântara Figueiredo؛ مواليد 18 ديسمبر 1987) هو مُقاتل فنون قتالية مختلطة برازيلي. يُنافس حاليًا في فئة وزن الديك في يو إف سي، ، حيث كان بطلًا سابقًا لوزن الذبابة في يو إف سي. اعتبارًا من 6 أغسطس 2024، احتل المركز الخامس في تصنيفات يو إف سي لوزن الديك.

## الخلفية
وُلد فيغيريدو في مدينة سوري في بارا بالبرازيل، وهي مدينة صغيرة في جزيرة ماراجو. كان والده راعي جواميس يمارس رياضة لوتا ماراجوارا، وهو أسلوب مصارعة شعبي محلي. ولدى ديفيسون شقيقة صغرى وشقيق، فرانسيسكو، وهو أيضاً فنان محترف في الفنون القتالية المختلطة وقد وقع عقداً مع UFC. بدأ التدريب على الفنون القتالية المختلطة تحت إشراف الملاكم يوري ”ماراجو“ ألكانتارا في وزن البانتاموز في يو إف سي وهو في سن السادسة عشرة.

## مسيرته في فنون القتال المختلطة

### يو إف سي
خاض فيغيريدو أول نزال بالمنظمة في 3 يونيو 2017، في حدث يو إف سي 212، حيث واجه ماركو بلتران. وفاز بالنزال عن طريق الضربة الفنية القاضية بعد إيقاف الزاوية بعد الجولة الثانية.

#### ما بعد اللقب والانتقال إلى وزن الديك
كان من المقرر أن يواجه فيغيريدو مانيل كابي في 8 يوليو 2023، في حدث يو إف سي 290. ومع ذلك، انسحب فيغيريدو بعد عدم حصوله على تصريح طبي للمنافسة وتم إلغاء النزال.
في أول نزال له في فئة وزن الديك، واجه فيغيريدو روب فونت في 2 ديسمبر 2023، في حدث يو إف سي على إي إس بي إن 52. وفاز بالنزال بقرار القضاة بالإجماع.
واجه فيغيريدو بطل يو إف سي لوزن الديك السابق كودي جاربرانت في 13 أبريل 2024، في حدث يو إف سي 300. وفاز بالقتال عن طريق الإخضاع بالخنق الخلفي العاري في الجولة الثانية. واجه فيغيريدو المنافس السابق على لقب بطولة يو إف سي لوزن الديك مارلون فيرا في 3 أغسطس 2024، في حدث يو إف سي على إيه بي سي 7. فاز في النزال بقرار القضاة بالإجماع، كما أصبح أول مقاتل يسقط فيرا بلكمة في يو إف سي.
واجه فيغيريدو بطل يو إف سي لوزن الديك بيتر يان في 23 نوفمبر 2024 في الحدث الرئيسي لحدث يو إف سي ليلة القتال 248. خسر النزال بقرار القضاة بالإجماع.

## حياته الشخصية
عمل فيغيريدو كمزارع وبنّاء ومصفف شعر وسائق سيارة أجرة وطاهي سوشي قبل التنافس في فنون القتال المختلطة بشكل احترافي.
وهو من مشجعي فرق كرة القدم البرازيلية بوتافوغو وبايساندو.
بعد فترة قضاها في فريق ألفا مايل، عاد فيغيريدو إلى موطنه البرازيل وأسس صالة الألعاب الرياضية فريق فيغيريدو في بليم.

## البطولات والإنجازات

### الفنون القتالية المختلطة
- يو إف سي
  - بطولة يو إف سي لوزن الذبابة (مرتين)
    - دفاع ناجح عن اللقب (الفترة الأول)
    - الاحتفاظ باللقب بنجاح واحد (الفترة الأول)
- إم إم إيه جونكي
  - أفضل قتال في شهر يوليو 2019 ضد ألكسندر بانتوجا[24]
  - أفضل قتال في شهر ديسمبر 2020 ضد براندون مورينو[25]
  - 2022 قتال في شهر يناير 2020 ضد براندون مورينو[26]
- إم إم إيه مانيا
  - قتال العام 2020 ضد براندون مورينو[27]
  - مقاتل العام 2020[28]
- ذا أثلتيك
  - مقاتل العام 2020[29]
- إم إم إيه فايتينغ
  - مقاتل العام 2020[30]
- كومبات بريس
  - أفضل مقاتل ذكر لعام 2020[31]
- شيردوغ
  - مقاتل العام 2020[32]
- ذا بودي لوك إم إم إيه
  - أفضل مقاتل ذكر لعام 2020[33]
- جوائز فنون القتال المختلطة العالمية
  - قتال العام 2021 ضد براندون مورينو في يو إف سي 256[34]

### مصارعة التماسك بالأيدي
- جيو جيتسو برازيلية
  - بطل شمال شرق البرازيل في رياضة الجيو جيتسو البرازيلية[2]

## سجل الفنون القتالية المختلطة
| السجل المهني |        |         |
| 29 نزال      | 24 فوز | 4 خسارة |
| ضربة قاضية   | 9      | 1       |
| إخضاع        | 9      | 1       |
| قرار القضاة  | 6      | 2       |
| تعادل        | 1      | 1       |

| النتيجة | السجل  | الخصم                        | الطريقة                         | الحدث                                            | التاريخ        | الجولة | الوقت | المكان                                | الملاحظات |
| ------- | ------ | ---------------------------- | ------------------------------- | ------------------------------------------------ | -------------- | ------ | ----- | ------------------------------------- | --- |
| خسر     | 24–4–1 | بيتر يان                     | قرار القضاة (بالإجماع)          | يو إف سي ليلة القتال: يان ضد فيغيريدو            | 23 نوفمبر 2024 | 5      | 5:00  | ماكاو، م. إ. خ.، الصين                | |
| فاز     | 24–3–1 | مارلون فيرا                  | قرار القضاة (بالإجماع)          | يو إف سي على إيه بي سي: ساندهاغن ضد نورمحمدوف    | 3 أغسطس 2024   | 3      | 5:00  | أبو ظبي، الإمارات العربية المتحدة     | |
| فاز     | 23–3–1 | كودي جاربرانت                | إخضاع (خنق خلفي عاري)           | يو إف سي 300                                     | 13 أبريل 2024  | 2      | 4:02  | لاس فيغاس، نيفادا، الولايات المتحدة   | |
| فاز     | 22–3–1 | روب فونت                     | قرار القضاة (بالإجماع)          | يو إف سي ليلة القتال: داريوش ضد تساروكيان        | 2 ديسمبر 2023  | 3      | 5:00  | أوستن، تكساس، الولايات المتحدة        | أول ظهور في وزن الديك.                                                                                                   |
| خسر     | 21–3–1 | براندون مورينو               | ضربة فنية قاضية (إيقاف الطبيب)  | يو إف سي 283                                     | 21 يناير 2023  | 3      | 5:00  | ريو دي جانيرو، البرازيل               | خسر لقب بطولة يو إف سي لوزن الذبابة.                                                                                     |
| فاز     | 21–2–1 | براندون مورينو               | قرار القضاة (بالإجماع)          | يو إف سي 270                                     | 22 يناير 2022  | 5      | 5:00  | آناهايم، كاليفورنيا، الولايات المتحدة | فاز بلقب بطولة يو إف سي لوزن الذبابة. قتال الليلة.                                                                       |
| خسر     | 20–2–1 | براندون مورينو               | إخضاع (خنق خلفي عاري)           | يو إف سي 263                                     | 12 يونيو 2021  | 3      | 2:26  | غلانديل، أريزونا، الولايات المتحدة    | خسر لقب بطولة يو إف سي لوزن الذبابة.                                                                                     |
| تعادل   | 20–1–1 | براندون مورينو               | تعادل (بالأغلبية)               | يو إف سي 256                                     | 12 ديسمبر 2020 | 5      | 5:00  | لاس فيغاس، نيفادا، الولايات المتحدة   | احتفظ بلقب بطولة يو إف سي لوزن الذبابة. تم خصم نقطة واحدة من فيغيريدو في الجولة الثالثة بسبب ضربة في الفخذ. قتال الليلة. |
| فاز     | 20–1   | أليكس بيريز                  | إخضاع (خنق المقصلة)             | يو إف سي 255                                     | 21 نوفمبر 2020 | 1      | 1:57  | لاس فيغاس، نيفادا، الولايات المتحدة   | دافع عن لقب بطولة يو إف سي لوزن الذبابة.                                                                                 |
| فاز     | 19–1   | جوزيف بينافيدز               | إخضاع فني (خنق خلفي عاري)       | يو إف سي ليلة القتال: فيغيريدو ضد بينافيدز 2     | 19 يوليو 2020  | 1      | 4:48  | أبو ظبي، الإمارات العربية المتحدة     | فاز بلقب بطولة يو إف سي لوزن الذبابة الشاغر. أداء الليلة.                                                                |
| فاز     | 18–1   | جوزيف بينافيدز               | ضربة فنية قاضية (باللكمات)      | يو إف سي ليلة القتال: بينافيدز ضد فيغيريدو       | 29 فبراير 2020 | 2      | 1:54  | نورفولك، فرجينيا، الولايات المتحدة    | على لقب بطولة يو إف سي لوزن الذبابة الشاغر، فشل فيغيريدو في تحقيق الوزن (127.5 رطل) وأصبح غير مؤهل للفوز باللقب.         |
| فاز     | 17–1   | تيم إليوت                    | إخضاع (خنق المقصلة)             | يو إف سي ليلة القتال: جوانا ضد واترسون           | 12 أكتوبر 2019 | 1      | 3:08  | تامبا، فلوريدا، الولايات المتحدة      | |
| فاز     | 16–1   | ألكسندر بانتوجا              | قرار القضاة (بالإجماع)          | يو إف سي 240                                     | 27 يوليو 2019  | 3      | 5:00  | إدمونتون، ألبرتا، كندا                | قتال الليلة. |
| خسر     | 15–1   | خوسيه فورميغا                | قرار القضاة (بالإجماع)          | يو إف سي ليلة القتال: تومسون ضد بيتيس            | 23 مارس 2019   | 3      | 5:00  | ناشفيل، تينيسي، الولايات المتحدة      | |
| فاز     | 15–0   | جون موراجا                   | ضربة فنية قاضية (باللكمات)      | يو إف سي ليلة القتال: غيثي ضد فيك                | 25 أغسطس 2018  | 2      | 3:08  | لنكن، نبراسكا، الولايات المتحدة       | |
| فاز     | 14–0   | جوزيف موراليس                | ضربة فنية قاضية (باللكمات)      | يو إف سي ليلة القتال: ماتشيدا ضد أندرس           | 3 فبراير 2018  | 2      | 4:34  | بليم، البرازيل                        | |
| فاز     | 13–0   | جاريد بروكس                  | قرار القضاة (بالانقسام)         | يو إف سي ليلة القتال: برونسون ضد ماتشيدا         | 28 أكتوبر 2017 | 3      | 5:00  | ساو باولو، البرازيل                   | |
| فاز     | 12–0   | ماركو بلتران                 | ضربة فنية قاضية (إيقاف الزاوية) | يو إف سي 212                                     | 3 يونيو 2017   | 2      | 5:00  | ريو دي جانيرو، البرازيل               | |
| فاز     | 11–0   | ريكاردو دو سوكورو            | إخضاع (خنق مثلث الذراع)         | سلفاتيرا ماراجو فايت 5                           | 1 ديسمبر 2016  | 1      | 1:20  | سالفاتيرا، البرازيل                   | |
| فاز     | 10–0   | دينيس أوليفيرا فونتيس أراوجو | ضربة قاضية (باللكمات)           | قتال الغابة 90                                   | 3 سبتمبر 2016  | 2      | 2:56  | ساو باولو، البرازيل                   | |
| فاز     | 9–0    | أنتونيو دي ميراندا           | إخضاع (خنق المقصلة)             | قتال الغابة 87                                   | 21 مايو 2016   | 1      | 2:55  | ساو باولو، البرازيل                   | |
| فاز     | 8–0    | راينر سيلفا                  | ضربة فنية قاضية (باللكمات)      | قتال الغابة 75                                   | 18 ديسمبر 2014 | 2      | 3:20  | بليم، البرازيل                        | |
| فاز     | 7–0    | جواو نيتو سيلفا              | ضربة فنية قاضية (باللكمات)      | قتال كواليزاو 4                                  | 13 نوفمبر 2014 | 1      | 2:18  | بينيفيدس، البرازيل                    | |
| فاز     | 6–0    | جويل سيلفا                   | ضربة قاضية (باللكمات)           | قتال كواليزاو 2                                  | 7 أغسطس 2014   | 1      | 3:30  | بليم، البرازيل                        | |
| فاز     | 5–0    | إدفالدو جونيور               | إخضاع (خنق المقصلة)             | بطولة جورونينسي المفتوحة لفنون القتال المختلطة 7 | 3 يوليو 2014   | 1      | 4:55  | بليم، البرازيل                        | |
| فاز     | 4–0    | أديلتون بيريرا               | قرار القضاة (بالإجماع)          | قتال لاغو دا بيدرا                               | 1 مايو 2014    | 3      | 5:00  | لاغو دا بيدرا، البرازيل               | |
| فاز     | 3–0    | ديفيد رايموندو سيلفا         | إخضاع (خنق المقصلة)             | بطولة جورونينسي المفتوحة لفنون القتال المختلطة 6 | 20 مارس 2014   | 1      | 0:53  | بليم، البرازيل                        | |
| فاز     | 2–0    | جوناس فيريرا                 | ضربة فنية قاضية (باللكمات)      | أمازون فايت 18                                   | 11 أغسطس 2012  | 1      | 2:04  | سانتا إيزابيل دو بارا، البرازيل       | |
| فاز     | 1–0    | ألويزيو فيريرا               | إخضاع (الضغط على الذراع)        | نوك أوت كومبات إيكواراشي 3                       | 17 فبراير 2012 | 1      | 3:02  | بليم، البرازيل                        | |

## نزالات الدفع لكل عرض
| #  | الحدث        | القتال             | التاريخ        | المكان         | المدينة                             | المبلغ  |
| -- | ------------ | ------------------ | -------------- | -------------- | ----------------------------------- | ------- |
| 1. | يو إف سي 255 | فيغيريدو ضد بيريز  | 21 نوفمبر 2020 | يو إف سي أبيكس | إنتربرايز، نيفادا، الولايات المتحدة | لم يكشف |
| 2. | يو إف سي 256 | فيغيريدو ضد مورينو | 12 ديسمبر 2020 | يو إف سي أبيكس | إنتربرايز، نيفادا، الولايات المتحدة | لم يكشف |

## وصلات خارجية
- ديفسون فيغيريدو على موقع يو إف سي (الإنجليزية)
- ديفسون فيغيريدو على موقع شيردوغ (الإنجليزية)
- ديفسون فيغيريدو على موقع Tapology.com (الإنجليزية)
- ديفسون فيغيريدو على موقع فايت ماتريكس (الإنجليزية)
- ديفسون فيغيريدو على موقع IMDb (الإنجليزية)